# Georg Sarauw
Georg Frederik Ludvig Sarauw var en arkeolog och botaniker, född 12 november 1862 på gården Petersvaerft utanför Vordingborg på Själland, Danmark, död i februari 1928, Göteborg. Han var hedersdoktor vid Göteborgs högskola 1923.

## Biografi
Efter studier i botanik och forstvetenskap i bland annat Köpenhamn, München, Rostock, Berlin och Paris, anställdes han 1894 vid Nationalmuseum i Köpenhamn 1894, där han kom att verka i 17 år. Han lämnade museet på grund av en schism med dess chef Sophus Müller, dock med en statspension. Under de åren verkade han även som arkeolog och ledde bland annat 1900 utgrävningen av Maglemoseboplatsen, som kom att bli betydelsefull för nordisk arkeologi. 
Nästan 50 år fyllda lämnade Sarauw sitt hemland för Sverige, där han genom Oscar Almgrens förmedling 1912 fick tjänsten som chef för den arkeologiska avdelningen vid Göteborgs museum. Genom Sarauws försorg kom samlingarna att utökas lavinartat och var redan decenniet efter då Göteborgsutställningen 1923 hölls så stor, att han kunde hålla en förhistorisk utställning av hög klass, skapad genom systematiskt arkeologiskt arbete. Sarauw var vid sidan av sina akademiska kunskaper också aktiv som fältarkeolog. Han initierade den första arkeologiska utställningen i Ostindiska huset 1924, där en stor del återanvändes från Jubileumsutställningen året innan.

### Utgivare
- Göteborgs och Bohusläns fornminnesförenings tidskrift. Göteborg: Göteborgs och Bohusläns fornminnesförening. 1915-1925. Libris 3619434